# Krasobruslení na Zimních olympijských hrách 2014 – jednotlivci
Soutěž mužů v krasobruslení na Zimních olympijských hrách 2014 se konala v sočské hale Ajsberg. Krátký program proběhl 13. února a volné jízdy následovaly 14. února 2014. Soutěže se zúčastnilo 30 závodníků z 21 národních výprav. Obhájcem olympijského zlata byl Američan Evan Lysacek, který na hrách nestartoval pro zranění kyčle, jež si přivodil v září 2013.
Poprvé v historii krasobruslařských soutěží na olympijských hrách měli všichni tři medailisté asijský původ. Olympijským vítězem se stal 19letý japonský krasobruslař Juzuru Hanjú, jenž v krátkém programu vytvořil nový světový rekord ziskem 101,45 bodů. Stal se tak prvním závodníkem, který v krátkém programu překonal stobodovou hranici. Japonsko získalo premiérové olympijské zlato z této disciplíny vůbec, stejně tak poprvé vyhrál mužskou soutěž Asiat.
Stříbro si odvezl Kanaďan Patrick Chan a bronzový kov vybojoval Kazach Denis Ten, jenž získal pro Kazachstán historicky první olympijskou medaili v krasobruslení.
Mužský olympijský vítěz z Turínských her 2006 Jevgenij Pljuščenko dopomohl ruskému týmu k zisku zlata. Před krátkým programem soutěže mužů však po rozbruslení, již připravený na ledové ploše, ze soutěže odstoupil pro bolest zad.

## Světové rekordy ISU
| část                         | krasobruslař          | body                  | datum                 | závod                     | zdroj                 |
| Rekordy před ZOH 2014        | Rekordy před ZOH 2014 | Rekordy před ZOH 2014 | Rekordy před ZOH 2014 | Rekordy před ZOH 2014     | Rekordy před ZOH 2014 |
| ---------------------------- | --------------------- | --------------------- | --------------------- | ------------------------- | --------------------- |
| Krátky program               | Juzuru Hanjú          | 99,84                 | 5. prosince 2013      | Finále Grand Prix 2013/14 | [ 11 ]                |
| Volná jízda                  | Patrick Chan          | 196,75                | 16. listopadu 2013    | Trophee Eric Bompard 2013 | [ 12 ]                |
| Celkově                      | Patrick Chan          | 295,27                | 16. listopadu 2013    | Trophee Eric Bompard 2013 | [ 13 ]                |
| Rekord vytvořený na ZOH 2014 |                       |                       |                       |                           |                       |
| Krátký program               | Juzuru Hanjú          | 101,45                | 13. února 2014        | ZOH 2014                  | [ 11 ]                |

## Program
| datum                        | čas       | fáze           |
| ---------------------------- | --------- | -------------- |
| 13. února                    | 19.00 hod | krátký program |
| 14. února                    | 19.00 hod | volné jízdy    |
| Čas je uváděn v pásmu UTC+4. |           |                |

## Výsledky
| Legenda | Legenda                          | Legenda | Legenda                |
| ------- | -------------------------------- | ------- | ---------------------- |
| TSS     | Celkové body dané části programu | TES     | Technické prvky        |
| PCS     | Programové komponenty            | SS      | Bruslařské dovednosti  |
| MO      | Kroková práce / Pohyb            | TI      | Timing                 |
| TR      | Spojovací prvky                  | PE      | Předvedení / Provedení |
| CH      | Choreografie                     | IN      | Interpretace           |
| Ded     | Srážky                           | StN     | Startovní číslo        |

### Krátký program
Krátký program se uskutečnil 13. února 2014.
| Pořadí                       | Jméno                      | Stát                   | TSS      | TES   | PCS   | SS   | TR   | PE   | CH   | IN   | Ded   | StN |
| ---------------------------- | -------------------------- | ---------------------- | -------- | ----- | ----- | ---- | ---- | ---- | ---- | ---- | ----- | --- |
| 1.                           | Juzuru Hanjú               | Japonsko               | 101.45WR | 54.84 | 46.61 | 9.36 | 9.00 | 9.50 | 9.39 | 9.36 | 0.00  | 19  |
| 2.                           | Patrick Chan               | Kanada                 | 97.52    | 50.34 | 47.18 | 9.43 | 9.32 | 9.32 | 9.54 | 9.57 | 0.00  | 21  |
| 3.                           | Javier Fernández           | Španělsko              | 86.98    | 43.87 | 43.11 | 8.54 | 8.39 | 8.61 | 8.75 | 8.82 | 0.00  | 20  |
| 4.                           | Daisuke Takahaši           | Japonsko               | 86.40    | 41.75 | 44.65 | 8.86 | 8.61 | 9.04 | 9.00 | 9.14 | 0.00  | 29  |
| 5.                           | Peter Liebers              | Německo                | 86.04    | 47.26 | 38.78 | 7.71 | 7.50 | 7.86 | 7.96 | 7.75 | 0.00  | 27  |
| 6.                           | Jason Brown                | Spojené státy americké | 86.00    | 45.39 | 40.61 | 7.96 | 7.82 | 8.18 | 8.29 | 8.36 | 0.00  | 16  |
| 7.                           | Brian Joubert              | Francie                | 85.84    | 45.11 | 40.73 | 8.18 | 7.61 | 8.54 | 8.11 | 8.29 | 0.00  | 24  |
| 8.                           | Yan Han                    | Čína                   | 85.66    | 44.94 | 40.72 | 8.43 | 7.79 | 8.11 | 8.14 | 8.25 | 0.00  | 28  |
| 9.                           | Denis Ten                  | Kazachstán             | 84.06    | 43.49 | 41.57 | 8.46 | 7.93 | 8.36 | 8.39 | 8.43 | 0.00  | 26  |
| 10.                          | Alexander Majorov          | Švédsko                | 83.81    | 45.52 | 38.29 | 7.75 | 7.32 | 7.79 | 7.61 | 7.82 | 0.00  | 22  |
| 11.                          | Tacuki Mačida              | Japonsko               | 83.48    | 40.98 | 42.50 | 8.57 | 8.32 | 8.43 | 8.54 | 8.64 | 0.00  | 30  |
| 12.                          | Michal Březina             | Česko                  | 81.95    | 42.20 | 39.75 | 8.18 | 7.64 | 8.00 | 8.00 | 7.93 | 0.00  | 25  |
| 13.                          | Tomáš Verner               | Česko                  | 81.09    | 42.11 | 39.98 | 8.04 | 7.68 | 8.04 | 8.04 | 8.18 | −1.00 | 18  |
| 14.                          | Florent Amodio             | Francie                | 75.58    | 35.79 | 39.79 | 8.00 | 7.57 | 8.11 | 7.93 | 8.18 | 0.00  | 23  |
| 15.                          | Jeremy Abbott              | Spojené státy americké | 72.58    | 37.21 | 37.37 | 7.86 | 7.18 | 7.18 | 7.61 | 7.54 | −2.00 | 11  |
| 16.                          | Jorik Hendrickx            | Belgie                 | 72.52    | 39.88 | 32.64 | 6.71 | 6.25 | 6.71 | 6.43 | 6.54 | 0.00  | 4   |
| 17.                          | Kevin Reynolds             | Kanada                 | 68.76    | 33.98 | 36.78 | 7.46 | 7.07 | 7.29 | 7.32 | 7.64 | −2.00 | 17  |
| 18.                          | Miša Ge                    | Uzbekistán             | 68.07    | 35.64 | 32.43 | 6.18 | 6.18 | 6.64 | 6.54 | 6.89 | 0.00  | 3   |
| 19.                          | Michael Christian Martinez | Filipíny               | 64.81    | 33.31 | 31.50 | 6.21 | 6.04 | 6.46 | 6.36 | 6.43 | 0.00  | 5   |
| 20.                          | Abzal Rakimgalijev         | Kazachstán             | 64.18    | 34.50 | 29.68 | 5.93 | 5.61 | 6.00 | 6.00 | 6.14 | 0.00  | 6   |
| 21.                          | Jakov Godoroža             | Ukrajina               | 62.65    | 34.08 | 28.57 | 5.75 | 5.64 | 5.75 | 5.75 | 5.68 | 0.00  | 2   |
| 22.                          | Alexej Byčenko             | Izrael                 | 62.44    | 32.05 | 31.39 | 6.32 | 6.00 | 6.32 | 6.36 | 6.39 | −1.00 | 15  |
| 23.                          | Viktor Romaněnkov          | Estonsko               | 61.55    | 34.16 | 27.39 | 5.68 | 5.07 | 5.61 | 5.57 | 5.46 | 0.00  | 8   |
| 24.                          | Zoltán Kelemen             | Rumunsko               | 60.41    | 30.40 | 30.01 | 6.25 | 5.68 | 6.00 | 6.04 | 6.04 | 0.00  | 12  |
| nepostoupili do volných jízd |                            |                        |          |       |       |      |      |      |      |      |       |     |
| 25.                          | Javier Raya                | Španělsko              | 59.76    | 28.91 | 30.85 | 6.07 | 5.96 | 6.21 | 6.29 | 6.32 | 0.00  | 14  |
| 26.                          | Viktor Pfeifer             | Rakousko               | 56.60    | 25.23 | 31.37 | 6.43 | 6.04 | 6.29 | 6.32 | 6.29 | 0.00  | 13  |
| 27.                          | Paul Bonifacio Parkinson   | Itálie                 | 56.30    | 28.91 | 28.39 | 5.68 | 5.39 | 5.71 | 5.75 | 5.86 | −1.00 | 10  |
| 28.                          | Liam Firus                 | Kanada                 | 55.04    | 27.47 | 29.57 | 6.19 | 5.75 | 5.75 | 5.89 | 6.00 | −2.00 | 1   |
| 29.                          | Brendan Kerry              | Austrálie              | 47.12    | 21.87 | 26.25 | 5.46 | 5.11 | 5.04 | 5.43 | 5.21 | −1.00 | 9   |
| —                            | Jevgenij Pljuščenko        | Rusko                  |          |       |       |      |      |      |      |      |       | 7   |

### Volné jízdy
Volné jízdy se konaly 14. února 2014.
| Pořadí | Jméno                      | Stát                   | TSS    | TES   | PCS   | SS   | TR   | PE   | CH   | IN   | Ded   | StN |
| ------ | -------------------------- | ---------------------- | ------ | ----- | ----- | ---- | ---- | ---- | ---- | ---- | ----- | --- |
| 1.     | Juzuru Hanjú               | Japonsko               | 178.64 | 89.66 | 90.98 | 9.07 | 8.96 | 8.89 | 9.21 | 9.36 | –2.00 | 21  |
| 2.     | Patrick Chan               | Kanada                 | 178.10 | 85.40 | 92.70 | 9.39 | 9.25 | 8.93 | 9.39 | 9.39 | 0.00  | 22  |
| 3.     | Denis Ten                  | Kazachstán             | 171.04 | 88.90 | 82.14 | 8.21 | 7.89 | 8.36 | 8.32 | 8.29 | 0.00  | 13  |
| 4.     | Tacuki Mačida              | Japonsko               | 169.94 | 88.22 | 82.72 | 8.39 | 7.93 | 8.36 | 8.32 | 8.36 | –1.00 | 18  |
| 5.     | Javier Fernández           | Španělsko              | 166.94 | 77.80 | 89.14 | 8.64 | 8.75 | 9.00 | 9.00 | 9.18 | 0.00  | 19  |
| 6.     | Daisuke Takahaši           | Japonsko               | 164.27 | 73.27 | 91.00 | 9.11 | 8.82 | 9.04 | 9.14 | 9.39 | 0.00  | 20  |
| 7.     | Yan Han                    | Čína                   | 160.54 | 80.60 | 79.94 | 8.54 | 7.75 | 8.04 | 7.89 | 7.75 | 0.00  | 17  |
| 8.     | Jeremy Abbott              | Spojené státy americké | 160.12 | 78.10 | 82.02 | 8.07 | 7.79 | 8.18 | 8.36 | 8.61 | 0.00  | 9   |
| 9.     | Peter Liebers              | Německo                | 153.83 | 75.97 | 78.86 | 7.75 | 7.79 | 7.86 | 8.07 | 7.96 | –1.00 | 23  |
| 10.    | Kevin Reynolds             | Kanada                 | 153.47 | 79.83 | 73.64 | 7.43 | 7.14 | 7.43 | 7.43 | 7.39 | 0.00  | 12  |
| 11.    | Jason Brown                | Spojené státy americké | 152.37 | 68.09 | 84.28 | 8.14 | 8.43 | 8.32 | 8.54 | 8.71 | 0.00  | 24  |
| 12.    | Tomáš Verner               | Česko                  | 151.90 | 73.98 | 78.92 | 8.00 | 7.57 | 7.86 | 7.96 | 8.07 | –1.00 | 11  |
| 13.    | Michal Březina             | Česko                  | 151.67 | 75.31 | 77.36 | 8.00 | 7.43 | 7.89 | 7.75 | 7.61 | –1.00 | 16  |
| 14.    | Brian Joubert              | Francie                | 145.93 | 69.51 | 76.42 | 7.89 | 7.00 | 7.93 | 7.75 | 7.64 | 0.00  | 14  |
| 15.    | Jorik Hendrickx            | Belgie                 | 141.52 | 73.88 | 67.64 | 6.89 | 6.43 | 6.82 | 6.86 | 6.82 | 0.00  | 8   |
| 16.    | Alexander Majorov          | Švédsko                | 141.05 | 66.05 | 75.00 | 7.64 | 7.25 | 7.57 | 7.50 | 7.54 | 0.00  | 15  |
| 17.    | Miša Ge                    | Uzbekistán             | 135.19 | 69.63 | 65.56 | 6.39 | 6.07 | 6.82 | 6.43 | 7.07 | 0.00  | 7   |
| 18.    | Florent Amodio             | Francie                | 123.06 | 49.00 | 74.06 | 7.61 | 6.96 | 7.46 | 7.32 | 7.68 | 0.00  | 10  |
| 19.    | Jakov Godoroža             | Ukrajina               | 119.54 | 65.12 | 54.42 | 5.57 | 5.14 | 5.54 | 5.50 | 5.46 | 0.00  | 2   |
| 20.    | Michael Christian Martinez | Filipíny               | 119.44 | 62.58 | 57.86 | 5.93 | 5.68 | 5.79 | 5.71 | 5.82 | –1.00 | 3   |
| 21.    | Alexej Byčenko             | Izrael                 | 114.62 | 59.96 | 55.66 | 5.93 | 5.25 | 5.61 | 5.61 | 5.43 | –1.00 | 1   |
| 22.    | Abzal Rakimgalijev         | Kazachstán             | 110.22 | 53.92 | 56.30 | 5.86 | 5.18 | 5.54 | 5.75 | 5.82 | 0.00  | 5   |
| 23.    | Zoltán Kelemen             | Rumunsko               | 98.35  | 50.27 | 51.08 | 5.54 | 4.79 | 4.89 | 5.25 | 5.07 | –3.00 | 4   |
| 24.    | Viktor Romaněnkov          | Estonsko               | 78.44  | 32.42 | 48.02 | 5.32 | 4.54 | 4.54 | 5.07 | 4.54 | –2.00 | 6   |

### Celkové pořadí
Celkové pořadí mužů.
| Pořadí                       | Jméno                      | Stát                   | CB     | KP | KP     | VJ | VJ     |
| ---------------------------- | -------------------------- | ---------------------- | ------ | -- | ------ | -- | ------ |
| 1.                           | Juzuru Hanjú               | Japonsko               | 280.09 | 1  | 101.45 | 1  | 178.64 |
| 2.                           | Patrick Chan               | Kanada                 | 275.62 | 2  | 97.52  | 2  | 178.10 |
| 3.                           | Denis Ten                  | Kazachstán             | 255.10 | 9  | 84.06  | 3  | 171.04 |
| 4.                           | Javier Fernández           | Španělsko              | 253.92 | 3  | 86.98  | 5  | 166.94 |
| 5.                           | Tacuki Mačida              | Japonsko               | 253.42 | 11 | 83.48  | 4  | 169.94 |
| 6.                           | Daisuke Takahaši           | Japonsko               | 250.67 | 4  | 86.40  | 6  | 164.27 |
| 7.                           | Yan Han                    | Čína                   | 246.20 | 8  | 85.66  | 7  | 160.54 |
| 8.                           | Peter Liebers              | Německo                | 239.87 | 5  | 86.04  | 9  | 153.83 |
| 9.                           | Jason Brown                | Spojené státy americké | 238.37 | 6  | 86.00  | 11 | 152.37 |
| 10.                          | Michal Březina             | Česko                  | 233.62 | 12 | 81.95  | 13 | 151.67 |
| 11.                          | Tomáš Verner               | Česko                  | 232.99 | 13 | 81.09  | 12 | 151.90 |
| 12.                          | Jeremy Abbott              | Spojené státy americké | 232.70 | 15 | 72.58  | 8  | 160.12 |
| 13.                          | Brian Joubert              | Francie                | 231.77 | 7  | 85.84  | 14 | 145.93 |
| 14.                          | Alexander Majorov          | Švédsko                | 224.86 | 10 | 83.81  | 16 | 141.05 |
| 15.                          | Kevin Reynolds             | Kanada                 | 222.23 | 17 | 68.76  | 10 | 153.47 |
| 16.                          | Jorik Hendrickx            | Belgie                 | 214.04 | 16 | 72.52  | 15 | 141.52 |
| 17.                          | Miša Ge                    | Uzbekistán             | 203.26 | 18 | 68.07  | 17 | 135.19 |
| 18.                          | Florent Amodio             | Francie                | 198.64 | 14 | 75.58  | 18 | 123.06 |
| 19.                          | Michael Christian Martinez | Filipíny               | 184.25 | 19 | 64.81  | 20 | 119.44 |
| 20.                          | Jakov Godoroža             | Ukrajina               | 182.19 | 21 | 62.65  | 19 | 119.54 |
| 21.                          | Alexej Bychčenko           | Izrael                 | 177.06 | 22 | 62.44  | 21 | 114.62 |
| 22.                          | Abzal Rakimgalijev         | Kazachstán             | 174.40 | 20 | 64.18  | 22 | 110.22 |
| 23.                          | Zoltán Kelemen             | Rumunsko               | 158.76 | 24 | 60.41  | 23 | 98.35  |
| 24.                          | Viktor Romaněnkov          | Estonsko               | 139.99 | 23 | 61.55  | 24 | 78.44  |
| nepostoupili do volných jízd |                            |                        |        |    |        |    |        |
| 25.                          | Javier Raya                | Španělsko              | 59.76  | 25 | 59.76  |    |        |
| 26.                          | Viktor Pfeifer             | Rakousko               | 56.60  | 26 | 56.60  |    |        |
| 27.                          | Paul Bonifacio Parkinson   | Itálie                 | 56.30  | 27 | 56.30  |    |        |
| 28.                          | Liam Firus                 | Kanada                 | 55.04  | 28 | 55.04  |    |        |
| 29.                          | Brendan Kerry              | Austrálie              | 47.12  | 29 | 47.12  |    |        |
| —                            | Jevgenij Pljuščenko        | Rusko                  |        |    |        |    |        |

## Činovníci závodu
Tabulka uvádí přehled činovníků.
|                                  | Krátký program | Volné jízdy |
| -------------------------------- | --- | --- |
| Vrchní rozhodčí                  | Mona Jonssonová | Mona Jonssonová |
| Technický kontrolor              | Paolo Pizzocari | Paolo Pizzocari |
| Technický specialista            | Anett Pötzschová | Anett Pötzschová |
| Asistent technického specialisty | Olga Markovová | Olga Markovová |
| Rozhodčí                         | Samuel Auxier Francoise De Rappardová Čchin Kuang-ing Stanislava Šmídová Jevgenij Rochin Peter Levin Anthony Leroy Igor Obrazcov Christiane Moerthová | Igor Obrazcov Jukiko Okabeová Kadi Zvirik Stanislava Šmídová Daniel Delfa Peter Levin Samuel Auxier Jan Hoffmann Francoise De Rappardová |